# Оде-де-Сион, Анна Васильевна
Анна Васильевна Оде-де-Сион (урождённая Сарычева; 1821, Санкт-Петербург, Российская империя — 1871, там же) — вдова статского советника А. К. Оде-де-Сиона, начальница Института благородных девиц в Оренбурге.

## Биография
Родилась старшим ребёнком в семье потомственного военного моряка Василия Алексеевича Сарычева (1790—1830) и родовитой дворянки Натальи Илларионовны, урождённой Философовой. Семья, в которой, помимо неё, росло ещё три сына и три дочери, славилась военными традициями. Отец в то время в чине лейтенанта служил в учебной эскадре Морского кадетского корпуса и плавал с гардемаринами между Петербургом и Кронштадтом. Дед по отцу Алексей Андреевич дослужился до вице-адмирала, командовал Черноморской эскадрой и был сенатором , а его брат полный адмирал Гавриил Андреевич в звании генерал-гидрограф был морским министром и членом Адмиралтейств-коллегии. Дядья по матери также сделали блестящие военные карьеры — генерал от артиллерии Алексей Илларионович Философов стал воспитателем младших сыновей Николая I, а генерал-лейтенант Николай Илларионович — директором Пажеского корпуса. Родные братья Анны Васильевны также избрали военную службу — Алексей служил в пехоте поручиком Апшеронского полка, а Фёдор и Илларион пошли во флот, участвовали в Крымской войне и обороне Севастополя. Илларион позднее дослужился до чина капитан 2-го ранга, а Фёдор завершил карьеру контр-адмиралом в должности управляющего двора великого князя Константина Николаевича.
В 11 лет потеряла отца — Василий Алексеевич скончался летом 1830 года в чине подполковника флота и должности командира кондукторских рот Учебного морского рабочего экипажа. Его вдова Наталья Илларионовна перебралась на мызу Загвоздье в Новоладожском уезде — родовое имение своих родителей, где занялась домашним образованием детей. Дед Анны Васильевны И. Н. Философов пользовался значительным авторитетом среди местного дворянства, был признанным интеллектуалом и ценителем изобразительного искусства. Он водил дружбу со своим родственником, проживавшим в расположенном по соседству Успенском, отставным майором А. Р. Томиловым (1779—1848), известным меценатом и покровителем художников. Поэтому в имениях обоих часто и подолгу гостили И. К. Айвазовский, О. А. Кипренский, А. О. Орловский, А. Г. Венецианов и многие другие живописцы, с которыми Анна Васильевна была хорошо знакома:

Когда я был в Генуе, видел я Анну Васильевну Сарычеву, я очень рад был её видеть<…>— Письмо И. К. Айвазовского к А. Р. Томилову, 8 июля 1842 года, Париж
Благодаря такому окружению и усилиям своей матери, выпускницы Смольного института, отличалась высокой образованностью, художественным вкусом и безупречным воспитанием.

Супруг А. А. Оде-де-Сион, неизвестный художник, 1839

Около 1844 года вышла замуж в Новой Ладоге за коллежского секретаря Александра Карловича Оде-де-Сиона, который накануне получил место окружного начальника уездной палаты Министерства государственных имуществ (МГИ). Она родила мужу 8 детей, однако сведения сохранились лишь о пяти из них:
- Оде-де-Сион, Александр Александрович (1845—?) — штабс-капитан, участник Хивинского похода (1873) и Русско-турецкой войны (1877—1878). Кавалер ордена Святого Станислава 3-й степени с мечами и бантами. Уволился от службы 1879 году. На момент отставки был холост, дальнейшая судьба неизвестна[10].
- Оде-де-Сион, Василий Александрович (1846—1883) — поручик, участник Русско-турецкой войны 1877—1878 годов; прототип персонажа романа Валентина Пикуля «Баязет». Его потомки под видоизмененной фамилией Одедесион продолжают род и поныне[11].
- Хрунова, Елизавета Александровна (1848—1926) — супруга тайного советника, Петра Александровича Хрунова (1842—1918), военного хирурга, участника Хивинского похода (1873), родившая ему семерых детей. Её крёстной матерью была Толстая, Александра Андреевна (1817—1904), ставшая позднее камер-фрейлина императрицы Марии Фёдоровны — дальняя родственница Сарычевых. С семьёй крёстницы она, несмотря на своё высокое придворное положение, поддерживала самые тёплые отношения до конца жизни, а некоторые из её личных вещей перешли по наследству к Елизавете Александровне.
- Ульянова, Наталья Александровна  (1849—?) — супруга Николая Фёдоровича Ульянова, архитектора и инженера-технолога, с 1869 года работавшего в Ташкенте, где и в наши дни проживают их потомки. Множество зданий в «Туркестанском стиле», возведённых по его проектам, до сих пор определяет исторический облик города, а до 1990-х годов сохраняла своё историческое имя улица Ульяновская, названная так ещё до Революции именно в его честь.
- Оде-де-Сион, Елена Александровна (1854—1928) — военный фельдшер, участница многих войн.

В 1847 году переехала с семьёй в столицу с назначением Александра Карловича начальником Санкт-Петербургского округа палаты МГИ. С 1853 года Оде-де-Сионы проживали Ораниенбауме, где её муж в чине статского советника служил управляющим дворца великой княгини Елены Павловны. Большая и дружная семья Анны Васильевны составляла цвет местной интеллигенции — с ним водил дружбу поэт Н. А. Некрасов, который, с 1854 года, проводил лето на даче по соседству.
Овдовев в 1857 году, Анна Васильевна, беременная очередным ребёнком, получила от великой княгини Елены Павловны небольшую пенсию. Однако для жизни в городе средств не хватало. Чтобы выручить любимую племянницу, детям которой он к тому же доводился крёстным отцом, генерал от артиллерии Алексей Илларионович предложил Анне Васильевне вернуться в родовое гнездо Философовых — Загвоздье, которое перешло к нему по наследству, и взять на себя управление имением. Через год, благодаря поддержке всесильного дяди, ей удалось устроить сыновей, которым пора было готовиться к поступлению в гимназию, в Санкт-Петербурге у надёжного гувернёра. Мальчики успешно закончили среднее образование и поступили, благодаря связям Анны Васильевны, в гвардию. Младший Василий — в 1868 году подпоручиком в лейб-гвардии Санкт-Петербургский Короля Фридриха-Вильгельма III полк, а старший Александр — годом позже рядовым-вольноопределяющимся в лейб-гвардии Измайловский полк.
Устроив, таким образом, сыновей, Анна Васильевна с при поддержке дяди-генерала А. И. Философова и родственников Толстых, выхлопотала себе должность начальницы Института благородных девиц в Оренбурге, куда и переехала летом 1869 года. Её дочери стали воспитанницами этого учебного заведения, получив, таким образом, достойное образование и положение в обществе. В январе 1870 года у Анны Васильевны обнаружилось опасное заболевание, для лечения которого ей было необходимо надолго уехать в Санкт-Петербург. Вопреки возражениям родственников и матери, её сын Василий по собственной инициативе вышел в отставку из лейб-гвардии «по домашним обстоятельствам» с тем, чтобы переехать в Оренбург и взять на себя заботу о младших сёстрах, в то время ещё продолжавших образование незамужних девицах. В ноябре 1871 года Анна Васильевна скончалась после операции в петербургской больнице Красовского. Оставаясь до конца преданной своему делу, даже в последнем письме детям она выражала надежду:

Если Господь продлит мою жизнь <…>, то надеюсь, что все пойдет хорошо и Господь и добрые люди помогут мне поставить Институт на ту ногу, на какой я желаю его видеть.

### Книги
- Часть вторая : Местные правления // Адрес-календарь или общий штат Российской империи на 1844 год :  [рус. дореф.]. — СПб. : Императораская Академия наук, 1844. — 852 с.
- Часть вторая : Местные правления // Адрес-календарь или общий штат Российской империи на 1848 год :  [рус. дореф.]. — СПб. : Императораская Академия наук, 1848. — 851 с.
- Часть I : Власти и места центрального Управления и Ведомства их // Адрес-календарь : Общая роспись всех чиновных особ в государстве, 1853 :  [рус. дореф.]. — СПб. : Императораская Академия наук, 1853. — 734 с.
- Лермонтов и его родня по документам архива А. И. Философова / Публ. А. Михайловой // М. Ю. Лермонтов / АН СССР. Ин-т лит. (Пушк. дом); Ред. П. И. Лебедев-Полянский; (гл. ред.), И. С. Зильберштейн, С. А. Макашин.. — М. : Издательство АН СССР, 1948. — Кн. 2. — (Литературное наследство ; 1941—1948, т. 45/46).
- Игнатенко В.Ф. Усадьба Успенское. Люди судьбы. Генеалогия дворянских родов: Томиловы и Шварцы. — СПб. : Нестор-История, 2003. — 189 с.
- Часть III : Общий алфавитный указатель жителей столицы // Всеобшая адресная книга С.-Петербурга, с Васильевским островом, Петербургскою и Выборгскою сторонами и Охтою / Составлена под покровительством Санкт-Петербургского обер-полицмейстера генерал-лейтенанта Трепова. — СПб. : Издание Гоппе и Корнфельда, 1867. — 307 с.
- Орлов Ф. Очерк исторіи С.-Петербургскаго гренадерскаго короля Фридриха Вильгельма III-го полка, 1726-1880. — СПб. : Е.И.В. Канцеларія, 1881. — 809 с.
- Айдарова Наталия Михайловна. Моя жизнь (1905—1989). Мемуары. — М., 2011.
- Веселаго Ф. Ф. Часть VIII : Царствование Александра I : П—Ѳ // Общий морской список :  [рус. дореф.]. — СПб. : Типография Морского Министерства в Главном Адмиралтействе, 1894. — 656 с.
- Веселаго Ф. Ф. Часть V : Царствование Екатерины II : С—Ѳ // Общий морской список :  [рус. дореф.]. — СПб. : Типография В. Демакова, 1890. — 474 с.
- Часть II : Адрес-календарь // Справочная книжка Оренбургской губернии на 1870 год :  [рус. дореф.] / Издание Оренбургского Губернского Статистического Комитета. — Оренбург : Губернская Типография, 1870.

### Документы
- Дело подполковника В. А. Сарычева вдовы, Натальи Илларионовы Сарычевой в Санкт-Петербургской дворянской опеке (4—25 февраля 1852 года). //   ЦГИА. Ф. 268. Оп. 1. Д. 10399. Л. 1, 3, 8.
- Послужной список поручика 123 пехотного Козловского полка Оде-де-Сиона, составленный в ноябре 1884 года //   РГВИА. Ф. 16096. Оп. 1. Д. 278. Л. 61—64.
- Дело №1220 от 30 октября 1879 года «Об увольнении от службы штабс-капитана Оде-де-Сиона» //   РГВИА. Ф. 400. Оп. 9. Д. 17028. Л. Обл., 4—8об.